# Sois Belge et tais-toi !
 (août 2021).
Si vous disposez d'ouvrages ou d'articles de référence ou si vous connaissez des sites web de qualité traitant du thème abordé ici, merci de compléter l'article en donnant les références utiles à sa vérifiabilité et en les liant à la section « Notes et références ».
 (juillet 2013).
Sois Belge et tais-toi ! est un spectacle humoristique belge, une comédie satirique sur la politique belge. 

## Thème
Il s'agit d'une revue humoristique sur l'actualité principalement belge et ses belgitudes. Il se gausse des tics politiques et des tocs communautaires, avec des répliques du tac au tac. Le spectacle est composé de sketches, de parodies de chansons et d'imitations. Sois Belge et tais-toi fut créé par André Remy en 1982 dans et pour une école. 
Depuis 1990, le spectacle a vu son contenu sortir progressivement de l'univers de l'enseignement. En 1997, Philippe Beyens  - Compagnie Victor-  entame sa collaboration avec André Remy et Baudouin Remy et devient le producteur du spectacle à partir de 2014 . Le spectacle "Tous de La Revue" devient "Sois Belge et tais-toi!"  et le succès du spectacle est grandissant. Chaque année,  un nouvel épisode fait évoluer les textes et les personnages au rythme de l'actualité. C’est l’un des spectacles les plus populaires de Belgique et non subsidié. Le spectacle se joue aussi au profit d’œuvres et projets caritatifs.  La millième représentation a eu lieu en 2018. La tournée de sois belge et tais-toi compte une cinquantaine de dates par an.
En 2023 Baudouin Remy relance Sois Belge et tais-toi dans une nouvelle formule.  Le spectacle qui fait référence dans l’humour belge est réinventé et Remy en scène dans une version one man show.  Le succès est au rendez-vous et la formule est convaincante.   Tous les ingrédients de Sois Belge et Tais-toi s’y retrouvent avec une impertinence rafraîchissante. 

## Notoriété
En 2023-2024, l’auteur et le comédien principal réinvente le concept de ce monument de l’humour francophone. Un seul en scène de Sois Belge et Tais-toi, Remy en scène.  Le seul en scène apporte une grande liberté et un autre ton et récit des thèmes de prédilection du spectacle. Cette version sera actualisée au cours du temps mais gardera quelques sketches intemporels et typiquement belges dans le scénario. 
Avant 2020, une troupe présentait un spectacle neuf chaque année. Cette revue rencontre un joli succès : plus de 50 000 spectateurs et plus lors des tournées depuis 2007 au rythme de 50 à 73 
spectacles par an. 
Les auteurs (André et Baudouin Remy) ont également publié un livre aux éditions Racine. Sois belge et tais-toi retrace 10 années de leurs meilleurs textes, c'était à l'occasion du 175e anniversaire de la Belgique. Depuis quelques années, le spectacle est sorti en DVD et a été diffusé plusieurs années en prime Time  sur la RTBF où Baudouin Remy est également journaliste politique.  (et d’ailleurs avec un joli succès d’audience)  
Les acteurs sont en 2013 au nombre de sept sur scène ; ils jouent dans les plus grandes salles de la Communauté francophone : du théâtre Saint-Michel à Bruxelles, en passant par le PBA de Charleroi, le Forum à Liège, le théâtre royal de Namur archi comble ou encore le WEX de Marche en Famenne et le Cirque Royal.  André et Baudouin Remy ont joué plus de 10 fois au Cirque Royal et sont les artistes les plus programmés au festival international du rire de Rochefort.  
En 2011, la troupe a été invitée dans une prestigieuse salle de Flandre : le Capitole de Gand. En 2010, 2011 et 2012, la troupe remplira 6 fois cette même salle mais aussi le stadtschouwburg d'Antwerpen, une salle de 2000 places.

## Tournées
Le spectacle nait à la Toison d'or en 1997-1998. A l'époque il n'y a pas de metteur en scène. 
Le spectacle voit l'arrivée d'un metteur en scène avec Olivier Leborgne lors de la saison 2003-2004, il emmènera la troupe pendant 5 ans.  Thibaut Nève le relaye et Manu Mathieu signe la mise en scène en 2013 à la suite d'une incapacité médicale de Thibaut Nève en pleine création.  Ensuite, Alexs Goslain a assumé la direction d'acteurs et la mise en scène à partir de 2014-2015 jusqu'au 20 ème anniversaire en 2017-2018. 
L'utilisation de la vidéo a fait une apparition remarquée en 2012-2013 avec un grand écran qui plongeait l'action dans une sorte de décor virtuel. Dans l'épisode 2014-2015 en version suédoise - allusion à la coalition suédoise qui a la majorité au niveau fédéral - il y a 2 écrans verticaux et mobiles par améliorer la scénographie. 
Le spectacle est écrit chaque année par André et Baudouin Remy. Père et fils sont également sur scène, et parmi les interprètes il y a eu Philippe Peters, Joël Riguelle Stéphanie Coerten, Elsa Erroyaux ou Dimitri Oosterlynck qui a rejoint la troupe en décembre 2011. 
La tournée 2008-2009 a traité des démissions et gaffes d'Yves Leterme, de BHV, de négociations de premiers et deuxièmes paquets de compétences....bref de ce qui rythme l'actualité politique. La mise en scène est désormais de Thibaut Nève.
La tournée 2009-2010 a vu le remplacement de Nathalie Hugo par Elsa Erroyaux et l'arrivée sur scène de Marc Lebon, jusque-là habitué du travail en coulisses. Même le vrai Jean-Marc Nollet a cru que le faux personnage interprété par Lebon était le vrai ![réf. nécessaire]
Le spectacle 2010-2011 a accueilli des invités aussi prestigieux qu'Angela Merkel ou Nicolas Sarkozy ; il a fait partager la joie des navetteurs de la SNCB. Il a aussi été donné à Gand. 73 dates de spectacle, un record pour une tournée de ce qui 'est alors l'un des plus gros spectacle de l'espace Wallonie Bruxelles.
Le spectacle 2011-2012 tourne autour de la plus longue crise politique mondiale: 541 jours de négociation avant la naissance d'un gouvernement. Parmi les nouvelles têts notons l'apparition rigolote d'un faux Charles Michel, d'un Wouter Beke criant de vérité. Ou encore Alexander De Croo et Francis Delpérée étonnant de ressemblance. 
La tournée 2012-2013 a débuté à Ottignies début décembre et s'est poursuivie au théâtre Saint-Michel, Namur, Liège, Nivelles, Charleroi, etc.
La tournée 2013-2014, dénommée N° 16 : un parfum d'élections, a donné un tournant comique à la campagne électorale qui va déboucher sur une majorité "suédoise"
C'est en 2014 que le spectacle sera entièrement auto-produit par la société de Baudouin Remy. La tournée 2014-2015 s'appelle Swä Bëlg ët Täkgheül... un vrai spectacle tout neuf avec boulettes politiques suédoises. Ce spectacle est considéré par les fidèles spectateurs comme l'un des meilleurs de la série et l'un des plus attendus.   
En 2015-2016, la tournée a pris un accent grec avec "Va te faire voir" pour accentuer et symboliser le fossé qui se creuse entre la politique et la population, mais triste aussi de la crise de la dette en Grèce? 
En 2016-2017, le spectacle entamera sa 19e tournée. Pas d'exit donc pour l'humour et l'impertinence qui sont devenues des obligations de salubrité publique.  
En 2017-2018 c'est la tournée des 20 ans. Et en 2018-2019, la troupe est entièrement renouvelée avec autant de talents et plus de capacité vocales d'imitations. Maxime Thierry, Benoit charpentier, Manon Hanseeuw et Sandra Raco rejoignent la troupe.  Stéphane Pirard fait une saison avec la tournée 2018-2019. En 2019-2020 Bruno Bulté signe la mise en scène.   
La troupe n'a jamais demandé de subsides et finance par ses spectacles toute une série d'associations, de projets caritatifs ou des centres culturels.  